# Dwergberk
De dwergberk (Betula nana) is een plant uit de berkenfamilie (Betulaceae) die voorkomt in de noordelijke streken van het noordelijk halfrond. Het is een ronde struik met dunne, fijn behaarde twijgen. De soort wordt 0,5–1 m hoog. De bladeren zijn bijna rond en 0,5-1,5 cm lang. De plant gedijt in moerassige gebieden.
Er zijn twee ondersoorten:

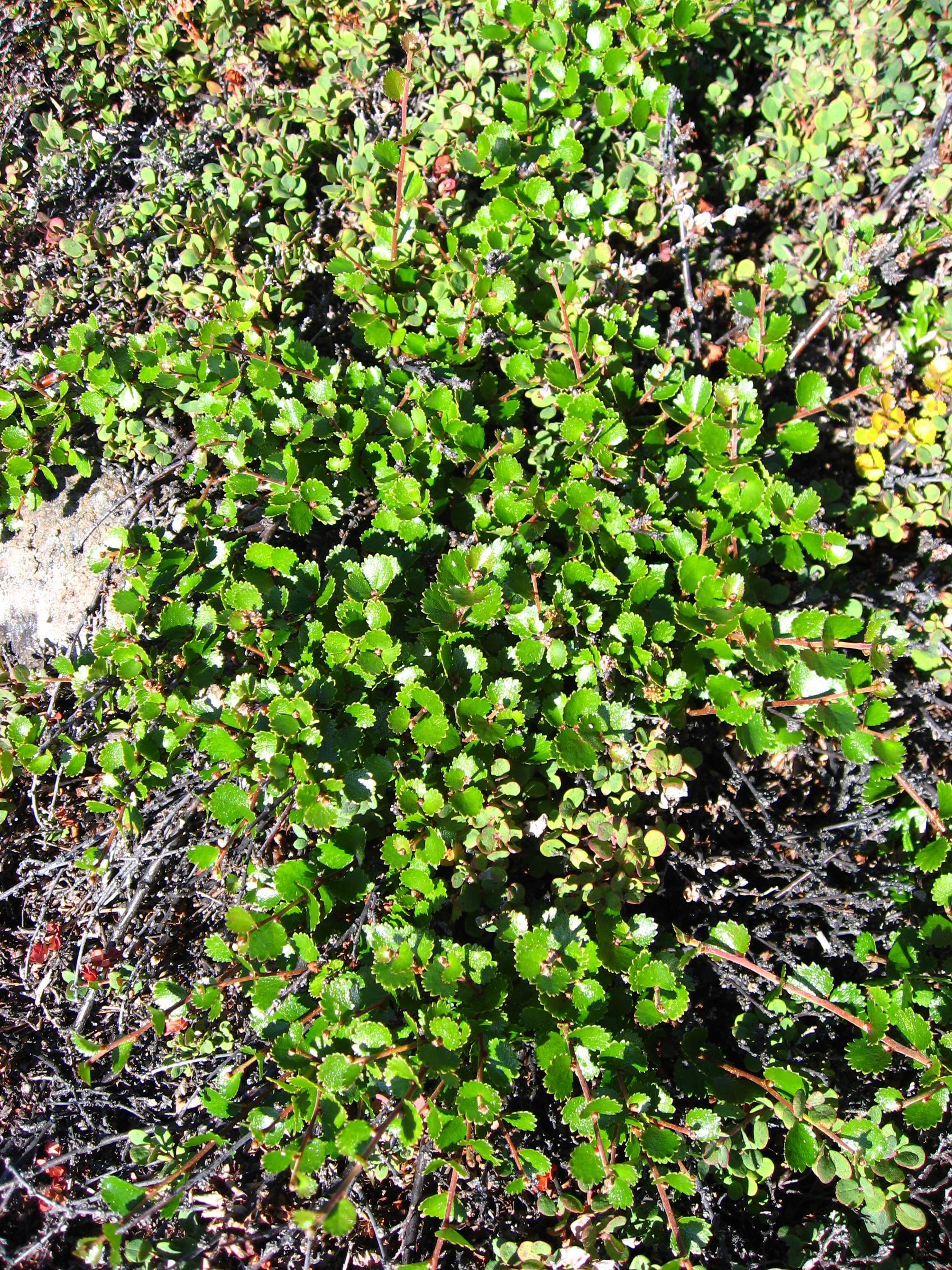
Dwergberk op Groenland

- Betula nana subsp. nana komt voor in Canada (Baffineiland), Groenland, noordelijk Europa (ten zuiden van de Alpen in hoog gelegen gebieden) en het noordwesten van Azië. Bij deze ondersoort zijn de jonge twijgen harig, maar hebben geen hars. De bladeren zijn langer (tot 20 mm) en zijn meestal even lang als breed.
- Betula nana subsp. exilis komt voor in het noordoosten van Azië, Alaska en in Canada ten oosten van Nunavut. Jonge twijgen zijn kaal of hebben slechts enkele sterk verspreid staande haren, maar zijn bedekt met hars. De bladeren zijn korter (tot 12 mm) en vaak breder dan lang.

... · 
B. albosinensis (Chinese berk) · 
B. ermanii (Goudberk) · 
B. fruticosa  · 
B. humilis  · 
B. lenta (Suikerberk) · 
B. maximowicziana (Grootbladige berk) · 
B. medwediewii (Transkaukasische berk) · 
B. nana (Dwergberk) · 
B. nigra (Rode berk) ·  
B. papyrifera (Papierberk) · 
B. paraermanii · 
B. pendula (Ruwe berk) · 
B. platyphylla (Aziatische berk) · 
B. populifolia (Grijze berk) · 
B. pubescens (Zachte berk) · 
B. utilis (Witte Himalayaberk) · 
...